# Claude Gruget
Claude Gruget (* um 1525; † um 1560 in Paris) war ein französischer Herausgeber, Übersetzer, Altphilologe, Romanist und Hispanist.

## Leben
Gruget war Sekretär von Louis I. de Bourbon, prince de Condé. Er übersetzte zwischen 1550 und 1560 bedeutende Texte aus dem Griechischen, Italienischen und Spanischen. Pierre de Ronsard hat ihm eine Ode gewidmet.
Als 1558 unter dem Titel Histoires des amans fortunez eine von Pierre Boaistuau erstmals herausgegebene, das Original eigenmächtig verfälschende Ausgabe des Heptaméron der Margarete von Navarra erschien, beauftragte Johanna III. (Navarra) (Tochter von Margarete) Claude Gruget mit einer manuskriptgetreuen Ausgabe, die 1559 erschien und für Jahrhunderte bestimmend blieb.

## Werke
Übersetzungen
- Les epistres de Phalaris, tiran des Agrigentins en Sicile, Paris 1550
  - Les épistres de Phalaris et d’Isocrates avec le manuel d’Epictète, Antwerpen 1558
- Les Dialogues de messire Speron Sperone, italien, Paris 1551
  - Sperone Speroni, Dialogue traittant d’amour & jalousie = Dialogo d’amore, hrsg. von Pierre Martin, Poitiers 1998
- Les diverses leçons de Pierre Messie, Paris 1552 (Pedro Mexía, 37 Auflagen bis 1654)
- Les Dialogues d’honneur de Jan-Baptiste Possevin, Paris 1557 (Giovanni Battista Possevino, 1520–1549)
- Damiano de Odemira, Le Plaisant jeu des Eschecz renouvellé, avec instruction pour facilement l’apprendre et le bien jouer, Paris 1560